# ويم شرودر
ويم شرودر (بالهولندية: Wim Schröder)‏ هو فارس ‏ هولندي، ولد في 17 أبريل 1971.

## وصلات خارجية
- ويم شرودر على موقع أوليمبيديا (الإنجليزية)